# Hanna Alström
Hanna Carolina Alström (født 5. marts 1981 i Stockholm) er en svensk skuespillerinde. Hun blev i 2024 nomineret til Kristallen for sin rolle i tv-serien STHLM Blackout.

## Liv og karriere
Hanna Alström begyndte at spille teater sammen med sin storesøster Sara, da hun var 5 år gammel. Teatergruppen, der var ledet af Maggie Widstrand, spillede på mange forskellige teatre i Stockholm. Senere i livet spillede Hanna Alström børneroller på Dramaten. Hun blev student fra St. Eriks Gymnasium og studerede derefter på Teaterhögskolan i Stockholm.
Udover at have medvirket i adskillige svenske film og tv-serier, har Alström også medvirket i internationale produktioner såsom filmene Kingsman: The Secret Service (2014) og Kingsman: The Golden Circle (2017) samt tv-serien The Crown.

## Udvalgt filmografi
- Guldpigen (kortfilm, 1988)
- Bert (tv-serie, 1994)
- Bert - den sidste uskyld (1995)
- Skyggernes hus (tv-serie, 1996)
- Aspiranterne (tv-serie, 1998)
- Vita lögner (tv-serie, 1998-1999)
- Skærgårdsdoktoren (tv-serie, 1998-2000)
- Sherdil (1999)
- Cleo (tv-serie, 2002)
- Min kones første elsker (2006)
- Livet i Fagervik (tv-serie, 2008)
- Blomstertid (tv-serie, 2009)
- Stockholm-Båstad (tv-serie, 2011)
- En gang i Phuket (2011)
- Røde ulv (2012)
- Mig ejer ingen (2013)
- Ægte mennesker (tv-serie, 2013-2014)
- Tilbage til Bromma (2014)
- Welcome to Sweden (tv-serie, 2014)
- Kingsman: The Secret Service (2014)
- Sameblod (2016)
- Kingsman: The Golden Circle (2017)
- Ted - For kærlighedens skyld (2018)
- Mord i Skærgården (tv-serie, 2018)
- Maskineriet (tv-serie, 2020-2022)
- The Crown (tv-serie, 2022-2023)
- STHLM Blackout (tv-serie, 2024)